# Чуманкасинское сельское поселение
Чуманкаси́нское се́льское поселе́ние (чув. Чуманкасси ял тăрăхĕ) — муниципальное образование в составе Моргаушского района Чувашской Республики. Административный центр — деревня Одаркино. На территории поселения находятся 7 населённых пунктов — 1 село и 6 деревень.
Образовано 1 января 2006 года. До 1991 года называлось Чуманкасинский сельский совет. С 1991 по 2005 год — Чуманкасинская сельская администрация.
Общая земельная площадь сельского поселения — 3168 га.
Главой поселения является Белов Николай Валерианович.

## Социальная инфраструктура
Социальная инфраструктура поселения включает следующие организации и объекты:
- Чуманкасинская средняя школа;
- Детский сад «Малыш»;
- Фельдшерско-акушерский пункт;
- Чуманкасинский сельский дом культуры;
- Солянойский сельский клуб;
- Изедеркинский сельский клуб;
- Ягаткинский сельский клуб;
- 2 библиотеки (из них одна — модельная);
- Отделение почтовой связи;
- Спортзал;
- Стадион;
- Спортплощадка.

Во все населённые пункты поселения проведен природный газ. Готовится проектно-сметная документация по обеспечению населения чистой водой.

## Экономика
На территории поселения расположено СХПК им. В. И. Чапаева, СХПК им. В.Чкалова, 7 магазинов (из них 5 магазинов принадлежат Моргаушскому райпо), хлебопекарня, филиал Сбербанка.

## Населённые пункты
Численность населения — 1656 человек (690 домохозяйств).
На территории поселения находятся следующие населённые пункты:
| Название   | Тип населённого пункта       | Население |
| ---------- | ---------------------------- | --------- |
| Чуманкасы  | Село, административный центр | 385       |
| Одаркино   | Деревня                      | 395       |
| Шербаши    | Деревня                      | 190       |
| Карманкасы | Деревня                      | 128       |
| Ягаткино   | Деревня                      | 95        |
| Изедеркино | Деревня                      | 320       |
| Соляной    | Деревня                      | 143       |